# Moscow (Maine)
Moscow es un pueblo ubicado en el condado de Somerset en el estado estadounidense de Maine. En el Censo de 2010 tenía una población de 512 habitantes y una densidad poblacional de 4,12 personas por km².

## Geografía
Moscow se encuentra ubicado en las coordenadas 45°8′11″N 69°52′33″O / 45.13639, -69.87583. Según la Oficina del Censo de los Estados Unidos, Moscow tiene una superficie total de 124.22 km², de la cual 118.93 km² corresponden a tierra firme y (4.26%) 5.29 km² es agua.

## Demografía
Según el censo de 2010, había 512 personas residiendo en Moscow. La densidad de población era de 4,12 hab./km². De los 512 habitantes, Moscow estaba compuesto por el 97.85% blancos, el 0% eran afroamericanos, el 0.59% eran amerindios, el 0.39% eran asiáticos, el 0% eran isleños del Pacífico, el 0% eran de otras razas y el 1.17% pertenecían a dos o más razas. Del total de la población el 0% eran hispanos o latinos de cualquier raza.